# Urophora mexicana
Urophora mexicana är en tvåvingeart som beskrevs av Steyskal 1979. Urophora mexicana ingår i släktet Urophora och familjen borrflugor. Inga underarter finns listade i Catalogue of Life.